# Pero Pejić
Pero Pejić (né le 28 novembre 1982 à Makarska à l'époque en Yougoslavie et aujourd'hui en Croatie) est un joueur de football croate, qui évolue au poste d'attaquant.

## Biographie

### Carrière en club
Pero Pejić joue en Croatie, en Albanie, en Autriche, en Arabie saoudite, et en Iran.
Il dispute quatre matchs en Ligue des champions, et onze matchs en Ligue Europa. Il inscrit trois buts en Ligue Europa, avec notamment un doublé contre le club monténégrin du Mladost Podgorica en juillet 2015.
Il inscrit 31 buts dans le championnat d'Albanie lors de la saison 2014-2015, ce qui constitue la meilleure performance de sa carrière.

## Palmarès
| Slaven Belupo - Coupe de Croatie : - Finaliste : 2006-07.                                      |  | Dinamo Tirana \| - Championnat d'Albanie (1) : - Champion : 2007-08. - Coupe d'Albanie : - Finaliste : 2010-11. \| \| - Supercoupe d'Albanie (1) : - Vainqueur : 2008. \| |
| - Championnat d'Albanie (1) : - Champion : 2007-08. - Coupe d'Albanie : - Finaliste : 2010-11. |  | - Supercoupe d'Albanie (1) : - Vainqueur : 2008. |

| Skënderbeu Korçë - Championnat d'Albanie (2) : - Champion : 2012-13 et 2013-14. - Meilleur buteur : 2013-14 (19 buts). - Supercoupe d'Albanie (2) : - Vainqueur : 2013 et 2014. |  | Kukësi - Championnat d'Albanie : - Meilleur buteur : 2014-15 (31 buts) et 2016-17 (28 buts). - Coupe d'Albanie : - Finaliste : 2014-15. |

## Galerie d'images

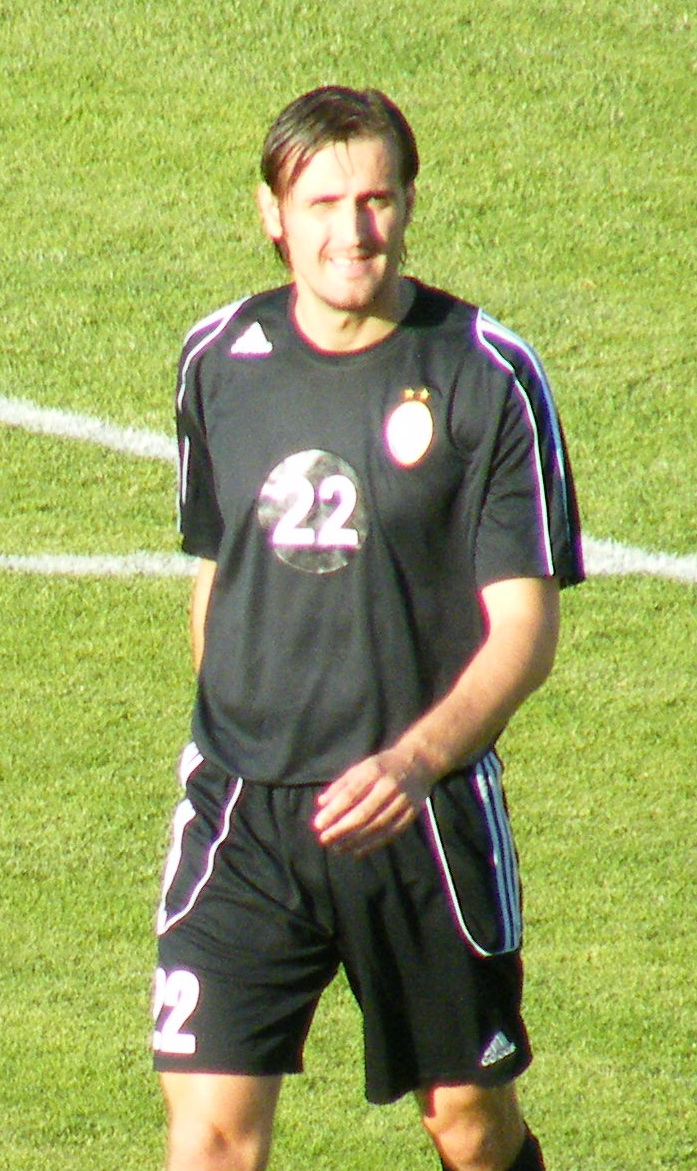
Pejić avec le Dinamo Tirana en championnat
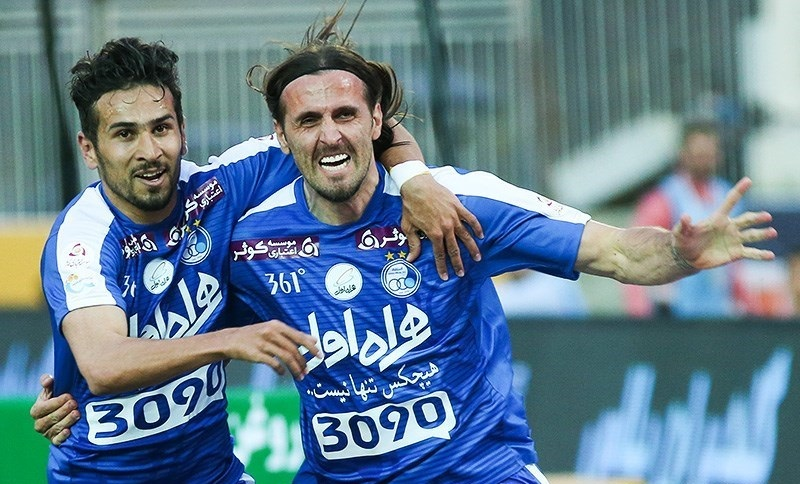
Pejić et Sajjad Shahbazzadeh après avoir marqué un but contre le Saipa Karaj le 28 avril 2016